# Christina Brabetz
Christina Brabetz (* 8. října 1993 Windhoek, Namibie) je jihoafricko-německá houslistka.

## Život
Narodila se ve Windhoeku v Namibii v rodině německých emigrantů. Navštěvovala německou školu v Kapském Městě, získala řadu cen v regionálních i národních soutěžích a absolvovala coby nejslibnější kandidátka (Most Promising Candidate).
V jedenácti letech vystoupila jako sólistka s orchestrem na koncertním festivalu Hugo Lambrechtse v Kapském Městě. O dva roky později byla přijata do houslové třídy Thomase Christiana na Hudební akademii v Detmoldu (Hochschule für Musik in Detmold). Vrcholem její kariéry bylo vítězství v hudební soutěži TONALi v roce 2010, která zahrnovala sólový koncert za řízení Kurta Masura. Následovaly koncerty na festivalu Meklenbursku-Předním Pomořansku, koncerty BASF a další festivaly.

## Repertoár
Hraje hudbu německých romantiků (Beethoven, Mendelssohn-Bartholdy, Schubert, Schumann, Brahms), skladby Paganiniho, Čajkovského, Saint-Saënse, Sibelia, Richarda Strausse, Bartóka, Wieniawského i současných skladatelů (Robert Krampe a další).

## Nástroj
Christina Brabetz hraje na housle náležející Německému fondu hudebních nástrojů, které v roce 1779 vyrobil Giambattista Guadagnini.